# Pangrapta yoshinensis
Pangrapta yoshinensis är en fjärilsart som beskrevs av Alfred Ernest Wileman och Reginald James West 1929.
Pangrapta yoshinensis ingår i släktet Pangrapta och familjen nattflyn. Inga underarter finns listade i Catalogue of Life.